# Christmas Cupid
Christmas Cupid este un film de Crăciun de televiziune american din 2010 regizat de Gil Junger. În rolurile principale joacă actorii Christina Milian, Ashley Benson și Chad Michael Murray. A avut premiera pe canalul american ABC Family la 12 decembrie 2010 în cadrul blocului de programe 25 Days of Christmas. Filmările au avut loc sub numele Ex-Mas Carol.

## Prezentare
În timpul sezonului de Crăciun, Sloane Spencer (Christina Milian), o cunoscută femeie de afaceri dar egoistă, este bântuită de fantoma celebrei actrițe Caitlin Quinn (Ashley Benson), o fostă clientă. Quinn (împreună cu alte trei fantome care apar ca foști iubiți din viața lui Spencer) încearcă s-o convingă pe Spencer să-și schimbe stilul de viață lipsit de etică și să se întâlnească cu fostul ei prieten din facultate, Patrick (Chad Michael Murray).

## Distribuție
- Christina Milian ca Sloane Spencer
- Ashley Benson ca Caitlin Quinn
- Chad Michael Murray ca Patrick
- Jackée Harry ca Mama
- Ashley Johnson ca Jenny
- Burgess Jenkins ca Andrew
- Ryan Sypek ca Jason
- Teairra Monroe ca Jada
- Justin Smith ca Ed
- Cara Mantella ca Ella

## Primire
Christmas Cupid a avut parte de recenzii în general pozitive. During its broadcast premiere, the movie averaged 3.40 million viewers.